# Crannes-en-Champagne
Crannes-en-Champagne település Franciaországban, Sarthe megyében. Lakosainak száma 341 fő (2022. január 1.). Crannes-en-Champagne Brains-sur-Gée, Souligné-Flacé, Tassillé, Vallon-sur-Gée, Auvers-sous-Montfaucon, Chemiré-le-Gaudin és Maigné községekkel határos.

## Népesség
A település népességének változása:
| Lakosok száma | 355  | 352  | 359  | 352  | 351  | 347  | 345  | 343  | 341  |
|               | 2013 | 2015 | 2016 | 2017 | 2018 | 2019 | 2020 | 2021 | 2022 |